# Lissonota breviseta
Lissonota breviseta là một loài tò vò trong họ Ichneumonidae.